# Police Academy
Police Academy (Brasil: Loucademia de Polícia / Portugal: Academia de Polícia) é um filme de comédia policial americano de 1984, dirigido por Hugh Wilson e distribuído pela Warner Bros. Pictures. O filme gerou mais sete sequências, além de uma série animada e ganhou o status de clássico cult desde seu lançamento.

## Elenco
- Steve Guttenberg .... Cadete Carey Mahoney
- Michael Winslow .... Cadete Larvelle Jones
- Bubba Smith .... Cadete Moses Hightower
- David Graf .... Cadete Eugene Tackleberry
- Tab Thacker .... Cadete Thomas "House" Conklin
- Marion Ramsey ....  Cadete Laverne Hooks
- Leslie Easterbrook .... Sargento Debbie Callahan
- G.W. Bailey .... Tenente Thaddeus Harris
- George Gaynes .... Comandante Eric Lassard
- Howard Morris .... Professor
- Donovan Scott .... Cadete Leslie Barbara
- Andrew Rubin .... Cadete George Martín
- Bruce Mahler .... Cadete Douglas Fackler
- Debralee Scott .... Sra. Fackler
- Ted Ross .... Capitão Reed
- Scott Thomson .... Cadete Chad Copeland
- Brant von Hoffman .... Cadete Kyle Blankes
- George R. Robertson .... Chefe Henry Hurst
- Don Lake .... Sr. Wig
- Kim Cattrall .... Cadete Karen Thompson
- Joyce Gordon .... Sra. Thompson
- Georgina Spelvin .... Prostituta

## Sinopse
Com o aumento da criminalidade,  a nova prefeita da cidade determina que o departamento de polícia passe a aceitar todos os recrutas voluntários, independentemente de sexo, peso corporal, cor da pele ou idade. Porém, a nova medida não agrada a todos. O personagem principal, Carey Mahoney, é um delinquente que é forçado a aderir à academia de polícia como alternativa à prisão, proposta feito pelo capitão por ser amigo de seu pai. Mahoney, com relutância, aceita a proposta.
Entretanto, indignado com o decreto do prefeito, o chefe da polícia decide forçar os novos cadetes a desistirem. O tenente Thaddeus Harris, responsável pelo treinamento dos cadetes, concorda com o plano e emprega táticas para tornar difícil a vida dos novos recrutas. Mahoney tenta de várias maneiras cair fora, mas sem sucesso.
Na academia, Mahoney torna-se amigo do cadete Moses Hightower, um homem alto e tranquilo, após ajudá-lo no teste de direção. Hightower acaba envolvendo-se em uma briga, ao defender uma colega que sofrera racismo, e é expulso da academia.
Pouco tempo depois, Mahoney envolve-se numa briga em uma lanchonete, iniciada entre o odiado cadete Chad Copeland e o cadete Kyle Blankes, e leva a culpa pelo conflito, fazendo com que seja expulso pelo Tenente Harris.
Um dos recrutas da academia, de forma involuntária, acaba iniciando um motim na cidade. Durante o motim, um criminoso rouba dois revólveres dos policiais (um de Copeland e outro do cadete Blankes). O bandido captura e desarma o Tenente Harris, levando o oficial para o telhado como refém. Mahoney, com objetivo de impressionar uma das policiais, tenta resgatá-lo. Porém, também acaba virando refém. Os dois são salvos por Hightower, que estava à paisana, trabalhando numa floricultura próxima do local.
Mahoney e Hightower são graduados juntamente com os demais cadetes, e recebem a mais alta condecoração da academia por terem salvado a vida do Tenente Harris e capturado o seu sequestrador.

## Recepção
No site agregador de críticas Rotten Tomatoes, 41% das 17 resenhas dos críticos são positivas.